# В поході до волі. Спомини
"В поході до волі" - спомини визначного діяча ОУН Миколи Климишина  (1909-2003), яка вперше побачила світ у 1975 році в США.

## Про автора
Микола Климишин (псевдо «Недобитий», «Непоборний», «Оттава») член УВО, потім член Організації українських націоналістів, учасник Варшавського процесу, засуджений до пожиттєвого ув’язнення, керівник Північної  похідної  групи ОУН(б), в'язень та керівник Бандера-ґрупи у концтаборі Освенцім (Польща). Після звільнення у грудні 1944 виїхав до Мюнхена, увійшов до Проводу Закордонної  частин ОУН. 1945–49 рр.– тереновий провідник Німеччини. Вів переговори про надання статусу переміщених осіб українським політичним емігрантам і посвідчень інтернованих осіб утікачам з радянської  армії, звільнення вояків дивізії «Галичина» з полону. 
Отримав ступінь доктора філософії в УВУ (Мюнхен, 1947) за працю «Лірика Богдана Лепкого». Від 1949 – у США (Детройт), де був референтом молоді Головного проводу ОУН, головою Головної ради ОУН, редколегії «Альманаху Станіславівської Землі». Викладав у школі українознавства (1950-і рр.), співпрацював у журналі «Терен», «Вісник», газеті «Гомін України», «Шлях перемоги». Заступник голови Асоціації діячів української культури, член Світової  ліги політв’язнів німецьких концтаборів. Помер 2003 року у Детройті, похований на цвинтарі Слівед.

### Огляд книги
У книзі читач знайде не тільки багато описів історичних фактів та подій, учасником яких був автор, а до того ж глибокий аналіз  їх передумов, політичного та стратегічного положення українського народу в тому часі.
"У своєму житті мав я щастя співпрацювати з визначними постатями підпільної боротьби ОУН. Вони погинули й не лишили по собі записок, з яких можна було б про них і про їх працю довідатись. Я мав багато нагод вмерти, але чомусь все щасливо пройшов і мені здається, що я маю обов'язок відносно моїх поляглих друзів написати про них все, що пригадую собі, думаючи, що, може якраз на це мене зберіг милостивий Бог" -
так пояснює свою місію цієї праці Климишин. В книзі читача чекає знайомство з постатями Євгена Коновальця, Степана Бандери, Миколи Лемика, Степана Ленкавського та іншими менш знаними, але не менш героїчними, борцями за незалежність України. Оскільки Климишин займав керівні посади в Організації, то вважав своїм обов'язком детально описати внутрішній лад, ідейну наповненість, справжні обставини конфліктів, а також  мотиви та умови прийняття деяких рішень  Проводу ОУН. 
Спогади викладені в хронологічному порядку у двох томах: процеси 30-х років, розкол ОУН, Похідні групи на Схід та багато інших історичних подій, свідком і учасником яких був автор. Один із цікавих розділів має назву "Авшвіц", туди перевезли Климишина з десятками інших захоплених українських націоналістів-революціонерів у серпні 1942 року. Щоб пережити Авшвіц і з гідністю з нього вийти, політв'язні мусили показати особливі моральні прикмети ідейної стійкості, сили волі, якості характеру, самоопанування, спритності, солідарної співпраці з друзями. Цей розділ є  сильним свідченням, що націоналісти-бандерівці були безкомпромісними ворогами німецьких расистів.
Книга не позбавлена особистих почувань та переживань автора, особливо ніжними видаються спогади про  дружину і дітей. Закінчується другий том 1949 роком. 
В книзі багато цінних фотосвітлин, є покажчик імен. Головний Командир УПА Василь Кук назвав цю книгу спогадів «дуже цінною».